# Jean Van Mirlo

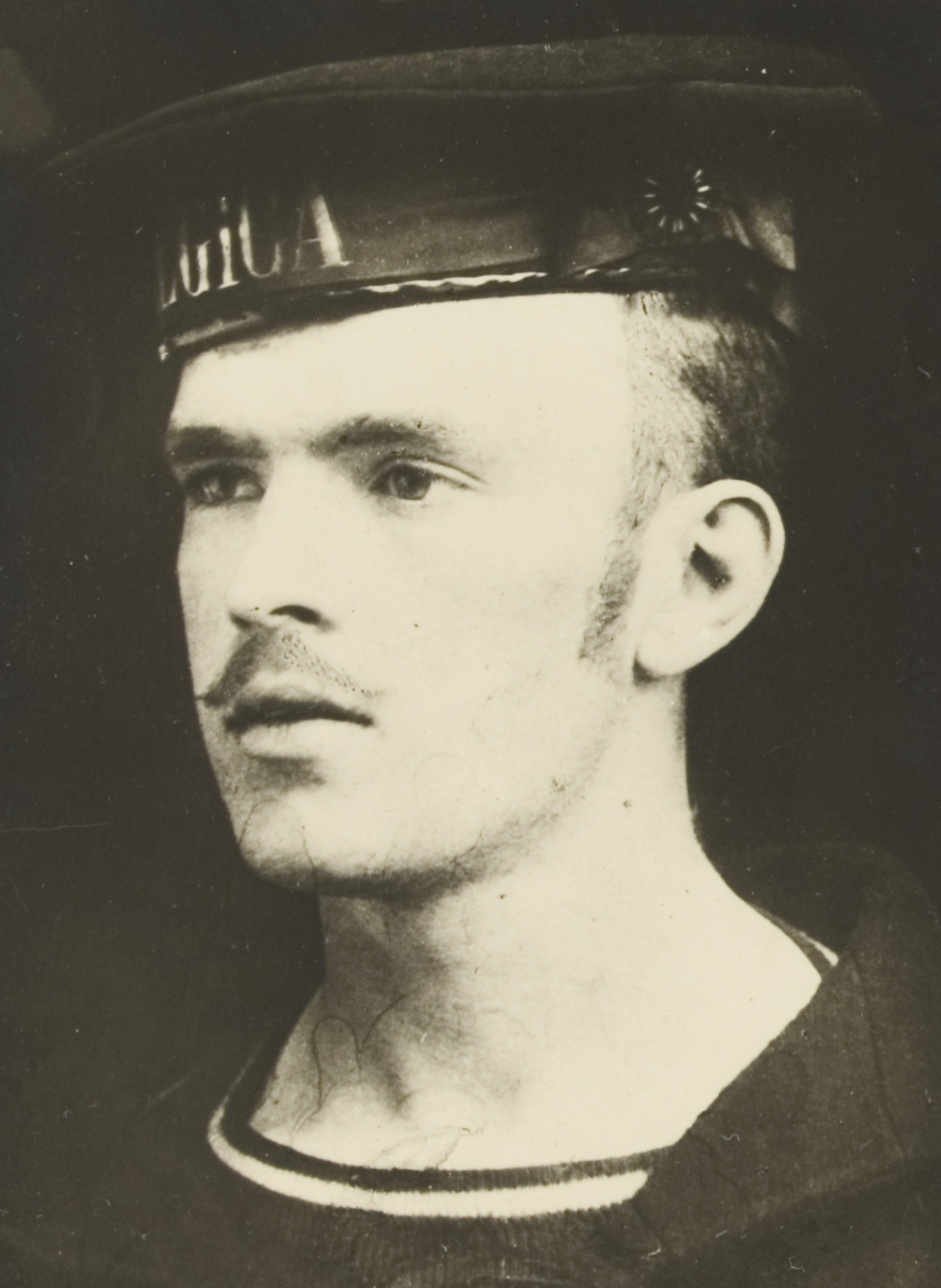
Portret van Jan Van Mirlo

Joannes Petrus Josephus (Jan) Van Mirlo (Antwerpen, 12 november 1877 – Boechout, 1964) was een Belgisch ontdekkingsreiziger, die deelnam aan de Belgische Antarctische expeditie van 1897-1899 onder leiding van Adrien de Gerlache. Hij was zoon van bakker Petrus Van Mirlo en Catharina Poortmans.

## Belgische Antarctische expeditie
Jan Van Mirlo kwam in augustus 1897 in Antwerpen aan na dertien maanden op het trampschip "Loire" van rederij Deppe. Op dat moment lag de Belgica, het schip waarmee Adrien de Gerlache naar Antarctica wou varen, aangemeerd in het Antwerpse Lefèbvredok. Van Mirlo meldde zich aan bij het schip en kon op 16 augustus 1897 als lichtmatroos mee vertrekken richting Zuidpool. Het was voor hem tevens de kans om aan zijn dienstplicht te ontkomen.  

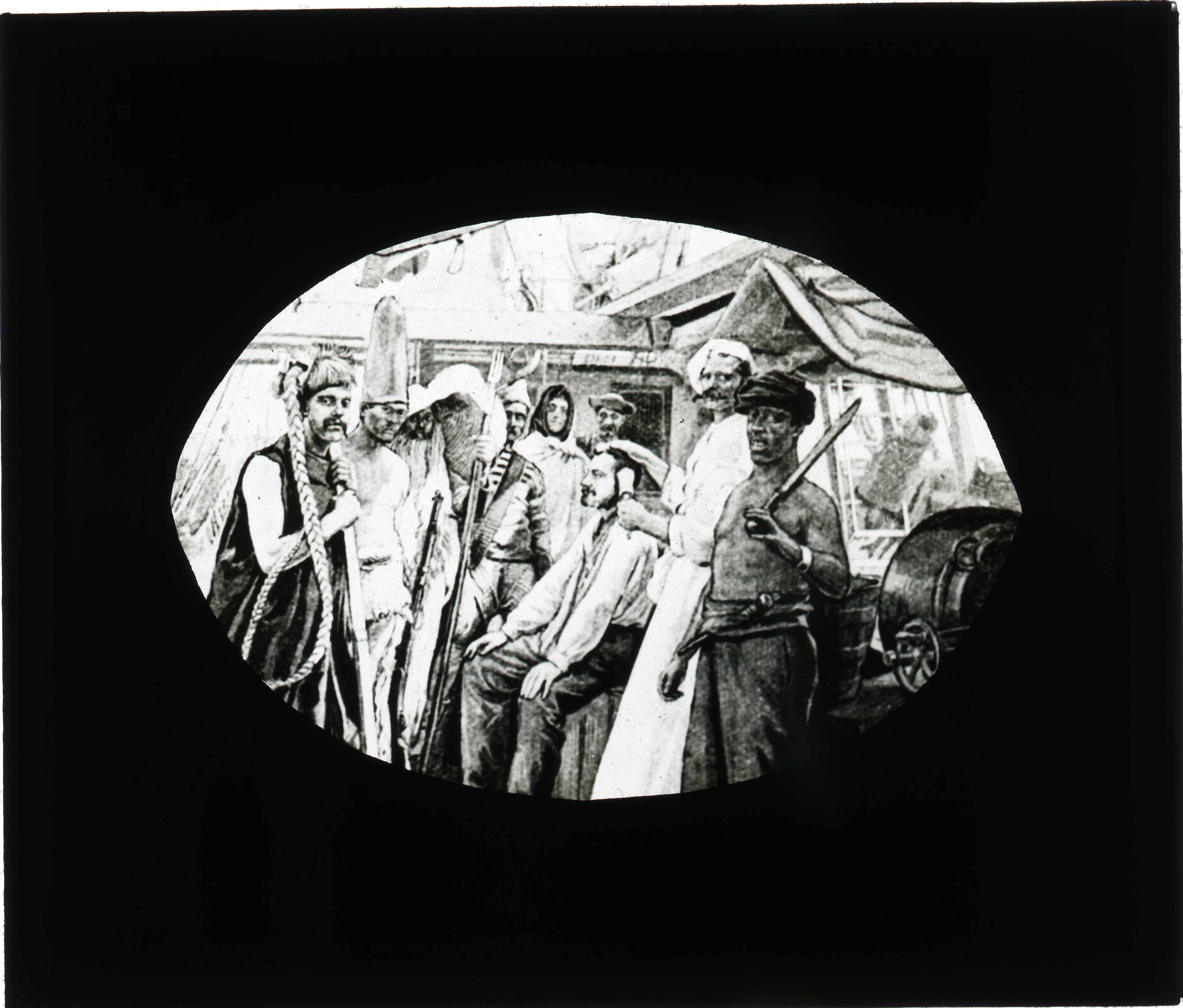
Doop op de evenaar

Op 6 oktober 1897 stak het schip de evenaar over, waar naar goede gewoonte alle bemanningsleden die nog niet over deze symbolische grens waren geweest, door Neptunus werden gedoopt. Van Mirlo was evenwel al vroeger in zijn carrière gedoopt.
Op 28 februari 1898 kwam het schip vast te zitten in het ijs, waar het bijna een jaar zonder beweging zou blijven. Tijdens de poolnacht ondervonden veel expeditieleden de gevolgen van het gebrek aan zonlicht. Ook Van Mirlo bleef hier niet van gespaard, zijn mentale toestand ging snel achteruit. Roald Amundsen schreef in zijn dagboek dat Van Mirlo niet kon horen of spreken en dat de overige bemanningsleden een oogje in het zeil moesten houden. Op een bepaald moment vertelde Van Mirlo zelfs dat hij elke kans zou grijpen om Henri Somers iets aan te doen, wat ervoor zorgde dat Van Mirlo onder strikte bewaking kwam te staan. De mentale toestand van de matroos verbeterde na enkele weken opnieuw.
De Noorse lichtmatroos Johan Koren was de eerste die Van Mirlo op het schip had aangesproken bij zijn aanmonstering in Antwerpen. Zij werden goede vrienden. Op 25 augustus 1898 zorgden de twee voor paniek op het schip doordat ze verloren waren geraakt op een van hun tochten op het ijs. Ondanks dat ze de locatie van het schip hadden genoteerd, maakte een dichte mist het moeilijk om terug te keren. Er werd tevergeefs uitgebreid gezocht naar de bemanningsleden en er werd gevreesd voor het ergste. De volgende ochtend verschenen ze echter opnieuw aan boord.
Na de terugkomst van de Belgica zou Van Mirlo nog werken als sasmeester aan het Bonapartedok en in de Antwerpse autofabriek Minerva. Hij bleef gedurende zijn hele leven gepassioneerd door de zee en zo verbleef hij onder andere een tijdje op het schoolschip Mercator.

## Trivia
- Van Mirlo was afgezien van kapitein Georges Lecointe de enige sinjoor aan boord van de Belgica.[2]
- Van Mirlo had een trompet mee aan boord van de Belgica, wat niet op elk moment door zijn scheepsmaats gesmaakt werd.
- Op latere leeftijd schreef Van Mirlo zijn herinneringen aan de expeditie neer om er een hoorspel van te maken. De teksten werden eertijds bewaard in het Nationaal Scheepvaartmuseum, vandaag in het Antwerpse Felixarchief.[2]
- Auteur Marc De Bel publiceerde in 2007 het jeugdboek Het Blik van de Belgica. Voor het verhaal vertrok hij vanuit de schrijfsels van Van Mirlo.

- Library of Congress Control Number: n2023053830
- Virtual International Authority File: 743145857108722922611